# Amomum palawanense
Amomum palawanense är en enhjärtbladig växtart som beskrevs av Adolph Daniel Edward Elmer. Amomum palawanense ingår i släktet Amomum och familjen Zingiberaceae. Inga underarter finns listade i Catalogue of Life.